# Cerro Chuhuilla
Cerro Chuhuilla är ett berg i Bolivia.   Det ligger i departementet Potosí, i den sydvästra delen av landet, 400 km sydväst om huvudstaden Sucre. Toppen på Cerro Chuhuilla är 5 426 meter över havet. Cerro Chuhuilla ingår i Serranía Keñwal.
Terrängen runt Cerro Chuhuilla är huvudsakligen lite bergig. Trakten runt Cerro Chuhuilla är nära nog obefolkad, med mindre än två invånare per kvadratkilometer.. 
Trakten runt Cerro Chuhuilla är ofruktbar med lite eller ingen växtlighet.